# TT36
| i | b | i |

| i | b | i |

TT36 (Theban Tomb 36) è la sigla che identifica una delle Tombe dei Nobili ubicate nell’area della cosiddetta Necropoli Tebana, sulla sponda occidentale del Nilo dinanzi alla città di Luxor, in Egitto. Destinata a sepolture di nobili e funzionari connessi alle case regnanti, specie del Nuovo Regno, l'area venne sfruttata, come necropoli, fin dall'Antico Regno e, successivamente, sino al periodo Saitico (con la XXVI dinastia) e Tolemaico.

## Titolare
TT36 Era la tomba di:
| Titolare | Titolo                                                                | Necropoli  | Dinastia/Periodo             | Note                                        |
| -------- | --------------------------------------------------------------------- | ---------- | ---------------------------- | ------------------------------------------- |
| Ibi      | Primo amministratore dei possedimenti della Divina Adoratrice del Dio | el-Assasif | XXVI dinastia (Psammetico I) | in basso e a sud-ovest della American House |

## Biografia
Ibi fu figlio di Ankh-hor, Padre divino, e De-Ubasteiri, detta anche Teiri. Shepenernute fu sua moglie; Padirhorresnet (o anche Padihor), Capo amministratore di Amon, che cita i genitori nella sua tomba TT196, e Pedepeneferenirtef furono i suoi figli. Un altro nome, di cui resta solo il teoforo [...]monthu, viene espressamente indicato come figlio.

## La tomba
Particolarmente interessante il fatto che la decorazione parietale della TT36 è copia dei dipinti della tomba rupestre di un nomarca con lo stesso nome della VI dinastia, ovvero di circa 1600 anni precedente, sita a Deir el-Gabrawi. Alla tomba si accede tramite una scala parallela all'andamento della sepoltura; tale scala termina in un vestibolo, in cui sono rappresentati su due registri sovrapposti (1 in planimetria) portatori e liste di offerte dinanzi al defunto seduto e portatrici di gazzelle dinanzi al defunto in piedi. Sul fondo del vestibolo (2) una nicchia per statua (persa) con la titolatura di Psammetico I e Nitocris, regina della VI deinastia che ricollega la TT36 alla tomba rupestre sopra menzionata. Seguono (3) scene del defunto con una gazzella nascosta sotto il sedile e il figlio Padirhorresnet (TT196) in offertorio al padre. Un ultimo dipinto del vestibolo (4) rappresenta il defunto in adorazione di Ra-Horakhti. Il soffitto del vestibolo reca i titoli del defunto.
Un corridoio (5), sulle cui pareti sono riportati testi e scene di offertorio del defunto ad Amon-Ra, nonché di Psammetico I dinanzi a Osiride e Horus con il defunto alla sua destra, adduce ad un'anticamera che originariamente ospitava tre pilastri; sulle pareti un pilastro hathorico (6) con testi seguito (7) da quattro preti che offrono libagioni al defunto e alla madre. Sul lato lungo dell'anticamera (8) il defunto, vestito con abiti tipici dell'Antico Regno, sovrintende ai lavori di alcuni operai e artigiani: fabbricanti di sandali, scultori, fabbri, fabbricanti di carri, falegnami, vasai e lucidatori di vasellame, orafi, costruttori di barche e scribi; poco oltre (9) il defunto, seduto, assiste ad uno spettacolo di danzatori, di cantanti, di arpiste e flautisti, e alcuni giochi, compresa la morra e una sorta di dama. Sulla parete adiacente una stele (10) con ai fianchi la titolatura di Psamemtico I e Nitocris, la moglie Shepenernute e testi di consigli ai viventi. Segue un altro pilastro hathorico (11) con testi autobiografici su un lato, un toro e sette vacche su un altro in presenza delle Anime di Pe e Nekhen. Ancora le Anime di Pe sono rappresentate in altro rilievo (12) che riporta Ra-Horakhti mummificato e quattro remi sacri. Il soffitto reca testi di adorazione. I pilastri centrali, non più esistenti, dovevano essere anch'essi hathorici e riportavano testi, trascritti da Lepsius, con invocazioni a Osiride e Montu
Un breve corridoio, sulle cui pareti (13) sono riportati testi, portatori di offerte, il nome di Horus di Psammetico I (Ahaib) tra Osiride e Ra-Horakhti e resti di testo dedicatorio a Psammetico I e Nitocris, adduce a una corte colonnata; sulle pareti (14) preti e relativi aiutanti in offertorio al defunto e alla madre (indicata come Teiri), una nicchia per statua (15) con i cartigli di Nitocris e Shepenupet I, Divina Sposa di Amon. Poco discosto, sulla stessa parete (16), il defunto con lista delle offerte e l'emblema del dio Nefertum; seguono (17) scene della processione funeraria e del pellegrinaggio ad Abido e (18) una stele in cui il defunto adora Osiride e un'altra dea. Su altra parete, oltre il corridoio di accesso ad un'anticamera colonnata, su due registri (22) un figlio (?) in offertorio al defunto e alla madre e il defunto e la propria madre in offertorio dinanzi a una stele di Horus. Seguono, su sette registri sovrapposti (21), scene della processione funeraria, barche e prefiche e, trainato da mucche e vitelli, uno scrigno con i quattro figli di Horus. Su due registri (20) un figlio (?) offre mazzi di fiori al defunto e un altro, di cui resta solo la parte finale del nome [...]monthu, dinanzi al defunto con prede di caccia, tra cui leoni, e prodotti agricoli.
Un altro corridoio, sulle cui pareti sono riportati testi (23) e ammonimenti ai viventi e un inno a Osiride, immette in un'anticamera colonnata con scene di preti officianti, seguiti da Anubi che reca abiti, dinanzi a Iside e Nefti. Sulle colonne testi sacri e offertori.
Alcune porte danno accesso ad altre camere funerarie che testimoniano il riuso della tomba in periodo tolemaico. Il coperchio in granito del sarcofago si trova, oggi, presso il Museo Egizio di Torino (cat. 2202)

### Annotazioni
1. ↑  La numerazione dei locali e delle pareti segue quella di Porter e Moss 1927, p. 64.
2. ↑  La prima numerazione delle tombe, dalla numero 1 alla 253, risale al 1913 con l’edizione del "Topographical Catalogue of the Private Tombs of Thebes" di Alan Gardiner e Arthur Weigall. Le tombe erano numerate in ordine di scoperta e non geografico; ugualmente in ordine cronologico di scoperta sono le tombe dalla 253 in poi.
3. ↑  I campi della Duat, ovvero l'aldilà egizio, si trovavano, secondo le credenze, proprio sulla riva occidentale del grande fiume.
4. ↑  Nella sua epoca di utilizzo, l'area era nota come "Quella di fronte al suo Signore" (con riferimento alla riva orientale, dove si trovavano le strutture dei Palazzi di residenza dei re e i templi dei principali dei) o, più semplicemente, "Occidente di Tebe".
5. ↑  le Tombe dei Nobili, benché raggruppate in un'unica area, sono di fatto distribuite su più necropoli distinte.
6. ↑  Le note, sovente di inquadramento topografico della tomba, sono tratte dal "Topographical Catalogue" di Gardiner e Weigall, ed. 1913 e fanno perciò riferimento alla situazione dell'epoca.
7. ↑  Viene definito "hathorico", o "hathoriano", un pilastro che reca un capitello in forma di testa o volto della dea Hathor.

### Fonti
1. 1 2  Porter e Moss 1927,  pp. 63-68.
2. ↑  Gardiner e Weigall 1913.
3. ↑  Donadoni 1999,  p. 115.
4. ↑  Gardiner e Weigall 1913,  pp. 18-19.
5. ↑  Porter e Moss 1927,  p. 66.